# Maesa beamanii
Maesa beamanii är en viveväxtart som beskrevs av T.M.A. Utteridge. Maesa beamanii ingår i släktet Maesa och familjen viveväxter. Inga underarter finns listade i Catalogue of Life.